# Nowy album
Nowy album – album studyjny zespołu Kombi Łosowski, wydany 22 stycznia 2016 roku, nakładem wytwórni muzycznej Fonografika. Album został wydany z okazji 40-lecia istnienia zespołu Kombi na polskiej scenie muzycznej. Zawiera dziewięć premierowych piosenek, jeden utwór instrumentalny oraz bonus live piosenki „Słodkiego miłego życia”. Materiał dotarł do 40. miejsca zestawienia OLiS. W 2019 roku album doczekał się reedycji, wydanej przez wydawnictwo MTJ.

## Lista utworów
Opracowano na podstawie materiału źródłowego.
| Nr  | Tytuł utworu                              | Muzyka            | Słowa                                 | Długość |
| --- | ----------------------------------------- | ----------------- | ------------------------------------- | ------- |
| 1.  | „Na dobre dni”                            | Sławomir Łosowski | Marek Dutkiewicz                      | 4:27    |
| 2.  | „Sen za snem”                             | Sławomir Łosowski | Agnieszka Burcan                      | 4:16    |
| 3.  | „Niech noc połączy”                       | Sławomir Łosowski | Szymon Jachimek, Zbigniew Fil         | 4:18    |
| 4.  | „Nowy rozdział”                           | Sławomir Łosowski | Jacek Cygan                           | 4:42    |
| 5.  | „Miłością zmieniaj świat”                 | Sławomir Łosowski | Sławomir Łosowski, Jakub Gołdyn (rap) | 4:48    |
| 6.  | „Siedem piekieł”                          | Sławomir Łosowski | Jacek Cygan                           | 4:14    |
| 7.  | „Niedopowiedzenia”                        | Sławomir Łosowski | Agnieszka Burcan                      | 4:20    |
| 8.  | „Gwinea”                                  | Sławomir Łosowski | Agnieszka Burcan                      | 4:44    |
| 9.  | „Jaki jest wolności smak”                 | Sławomir Łosowski | Marek Dutkiewicz                      | 4:06    |
| 10. | „Słoneczny dzień”                         | Sławomir Łosowski |                                       | 4:07    |
| 11. | „Słodkiego miłego życia (live)” ((bonus)) | Sławomir Łosowski | Marek Dutkiewicz                      | 5:41    |
|     |                                           |                   |                                       | 49:43   |

## Personel
Opracowano na podstawie materiału źródłowego.
- Sławomir Łosowski – instrumenty klawiszowe
- Tomasz Łosowski – perkusja
- Zbigniew Fil – wokal
- Karol Kozłowski – gitara basowa
- Wojciech Olszak – programowanie (1–2, 4–6, 8, 10), instr. klawiszowe (1, 5, 10), gitara (1)
- Jakub Gołdyn – rap (5)
- Agnieszka Burcan – chórki (8)
- Jacek Gawłowski – gitara (2, 4, 6, 8–9)
- Wiktor Tatarek – gitara solo (10)
- Joanna Łosowska – flet prosty (9)
- Weronika Łosowska – chórek (8)
- Kasia Łosowska – chórek (8)
- Anna Łosowska – chórek (8)
- Zosia Łosowska – chórek (8)
- Teresa Strojek – chórek (8)
- Wojtek Strojek – chórek (8)

## Sprzedaż
| Lista | Kraj   | Pozycja |
| ----- | ------ | ------- |
| OLiS  | Polska | 40      |